# 達其道
達其道（1530年—？），原名潛，字行甫，直隸順德府任縣人，匠籍，明朝政治人物。

## 生平
提學讀其文章，以為天下文士，改名“其道”。嘉靖三十七年（1558年）戊午科順天鄉試第一名舉人（解元），三十八年（1559年）己未科二甲第二十一名進士。授工部主事，歷升員外郎、郎中，治河有功，四十三年（1564年）出為河南按察司副使，隆慶二年（1568年）引疾致仕歸里。

## 家族
曾祖達山；祖父達志義；父達臣。母陳氏。具慶下。弟達淵。